# Воля-Пшедмейська
Воля-Пшедмейська (пол. Wola Przedmiejska) — село в Польщі, у гміні Унеюв Поддембицького повіту Лодзинського воєводства.
Населення — 181 особа (2011).
У 1975-1998 роках село належало до Конінського воєводства.

## Демографія
Демографічна структура станом на 31 березня 2011 року:
|          | Загалом | Допрацездатний вік | Працездатний вік | Постпрацездатний вік |
| -------- | ------- | ------------------ | ---------------- | -------------------- |
| Чоловіки | 90      | 20                 | 61               | 9                    |
| Жінки    | 91      | 18                 | 46               | 27                   |
| Разом    | 181     | 38                 | 107              | 36                   |